# David Schildkraut
David ("Dave", "Davey") Schildkraut (New York, 7 gennaio 1925 – Darien, 1º gennaio 1998) è stato un sassofonista statunitense.
Schildkraut, che debuttò sulla scena jazz con Louis Prima nel 1941, è soprattutto conosciuto per la sua attività  negli anni 50 del XX secolo, durante i quali era piuttosto attivo sulla scena newyorchese e partecipò all'incisione degli album di Miles Davis Walkin' e Blue Haze.
Schildkraut fu un sideman piuttosto oscuro, pur avendo preso parte a diverse date con Stan Kenton, Charlie Parker, Tony Bennett, Tito Puente, Quincy Jones, Pete Rugolo, Buddy Rich e George Handy. Era dotato di un fraseggio fluido e brillante in puro stile bebop, al punto che Charles Mingus lo scambiò per Charlie Parker nel corso di un blindfold test. Schildkraut - che all'epoca delle sessioni con Davis cui deve la sua maggior fama affiancava già un'altra professione a quella di musicista - si allontanò dalla scena musicale professionista verso gli inizi degli anni 60, per poter meglio mantenere la sua famiglia, anche se non se ne distaccò mai del tutto e apparendo spesso come freelance a fianco del trombonista Eddie Bert al West End Cafe di New York. L'ascolto dal vivo e nelle relativamente poche incisioni che ha lasciato rivelano un solista alla pari coi grandi stilisti suoi contemporanei e che fu grandemente sottovalutato.
Nel 2000, la Endgame ha pubblicato, postumo, il suo unico album come leader, Last Date.